# Мулес (Болцано)
Мулес је насеље у Италији у округу Болцано, региону Трентино-Јужни Тирол.
Према процени из 2011. у насељу је живело 441 становника. Насеље се налази на надморској висини од 921 м.